# Попова, Нина Георгиевна
Нина Георгиевна Попова (род. 20 марта 1945, Бугульма, Татарская АССР, СССР) — советская и российская актриса театра, кино и телевидения. Заслуженная артистка РСФСР (1984).

## Биография
Родилась 20 марта 1945 года в Бугульме.
В 1966 году окончила Школу-студию МХАТ (руководитель курса — Александр Михайлович Карев). С того же года Попова беспрерывно выступает на сцене Московского драматического театра имени Пушкина, куда пришла по приглашению Бориса Равенских. Также играла в Центральном доме актёра имени Яблочкиной.
На экране наиболее известен её образ Жени Якушевой в первом советском телесериале «День за днём». Дебют в кино — Ирина в фильме Владимира Беренштейна «Нейтральные воды».

## Награды
- Заслуженная артистка РСФСР (1984)
- Медаль «В память 850-летия Москвы» (1997)
- Орден «За заслуги перед Отечеством» II степени (2001).
- Благодарственное письмо Митрополита Курского и Рыльского (2016)
- Знак отличия за безупречное служение Москве (2017)
- Медаль  «Ветеран труда» (2010)
- Орден Дружбы (2020)
- Диплом им. народной артистки РСФСР Лозицкой «За сохранение русской классики на отечественной сцене» (2020)